# Only the Valiant
Only the Valiant – amerykański western z 1951 roku w reżyserii Gordona Douglasa z Gregorym Peckiem, Barbarą Payton i Wardem Bondem w rolach głównych.
Film jest ekranizacją powieści Charlesa Marquisa Warrena Only the Valiant, opublikowanej w 1943 roku.  

## Obsada
- Gregory Peck – kapitan Richard Lance
- Barbara Payton – Cathy Eversham
- Ward Bond – kapral Timothy Gilchrist
- Gig Young – porucznik Bill Holloway
- Lon Chaney Jr. – Trooper Kebussyan
- Neville Brand – sierżant Ben Murdock
- Jeff Corey – Joe Harmony
- Warner Anderson – Trooper Rutledge
- Steve Brodie – Trooper Onstot
- Dan Riss – sierżant Jerry Winters
- Terry Kilburn – Trooper Saxton
- Herbert Heyes – pułkownik Drumm
- Art Baker – kapitan Jennings
- Hugh Sanders – kapitan Eversham
- Michael Ansara – Tucsos
- Nana Bryant – Mrs. Drumm

## Recepcja
Film zarobił w Stanach Zjednoczonych 2 miliony dolarów. 